# Святе сімейство з ягням
«Святе сімейство з ягням» — картина італійського художника доби Відродження Рафаеля, датована 1507 роком. На ній зображені Діва Марія, святий Йосип і малий Христос, що сидить верхи на ягняті. 

## Опис
Діва Марія допомагає немовляті Христу сісти верхи на ягня. Спираючись на посох, святий Йосип за цим споглядає. Сцена відбувається в ідилічному пейзажі з церквою, баштою замку і кількома будинками на дальньому плані.
Під час перебування у Флоренції у 1505–1508 роках, Рафаель глибоко вивчав творчість Леонардо да Вінчі, що знаходило відображення у його власних роботах. Ягня, символ жертви Христа, був присутній в роботах Леонардо, таких як «Свята Анна з Мадонною і малим Христом», виконаної для базиліки Сантиссіма-Аннунціата у Флоренції.

Леонардо да Вінчі, «Свята Анна з Мадонною і малим Христом» (1510—1513)

## Історія
В кінці XVII століття картина увійшла до британської Королівської колекції, коли Карлос IV (1748-1819) придбав її з колекції Фалеоньєрі (італ. Falconieri) в Римі. Потім вона перебувала у монастирі Ескоріал, а в 1837 році перейшла до колекції Музею Прадо в Мадриді.
Підготовчий малюнок Рафаеля до цієї картини зараз знаходиться в Ашмоловському музеї в Оксфорді.